# Doin' Time
Doin' Time è un singolo della cantante statunitense Lana Del Rey, cover del brano omonimo della band statunitense Sublime, quarto estratto dal sesto album in studio Norman Fucking Rockwell! e pubblicato il 19 maggio 2019, stesso giorno della presentazione al Tribeca Film Festival del documentario sul gruppo musicale californiano.
Un video per il singolo è stato pubblicato il 30 agosto 2019 e diretto in un drive-in.

## Descrizione
Il brano sintetizza pienamente l'immaginario porto avanti spesso in altri brani di Del Rey e dei Sublime legato ai paesaggi della California e al senso di libertà che ne scaturisce. Il video musicale ha espliciti rimandi al B-movie del 1958 Attack of the 50 Foot Woman.

## Successo commerciale
La canzone ha raggiunto la vetta nella Alternative Songs della rivista Billboard, diventando la prima numero uno della cantante in questa classifica, grazie anche ad un’audience radiofonica di 10.9 milioni di ascoltatori.

## Classifiche
| Classifica (2019)   | Posizione massima |
| ------------------- | ----------------- |
| Belgio (Fiandre)    | 64                |
| Belgio (Vallonia)   | 63                |
| Canada              | 60                |
| Croazia             | 56                |
| Francia             | 162               |
| Grecia              | 19                |
| Irlanda             | 51                |
| Lituania            | 58                |
| Regno Unito         | 42                |
| Repubblica Ceca     | 91                |
| Slovacchia          | 48                |
| Svizzera            | 70                |
| Stati Uniti         | 59                |
| Ungheria (download) | 7                 |